# Coppa dei Campioni 1981-1982 (pallavolo maschile)
La Coppa dei Campioni di pallavolo maschile 1981-1982, organizzata dalla Confédération Européenne de Volleyball (CEV), è stata la 23ª edizione del massimo torneo pallavolistico europeo.

## Squadre partecipanti
- Voorronde Verbunt VVC
- Storno Lidingö
- HAOK Mladost
- Pòrtol
- Gladsaxe
- Hormann VC
- Throttur Reykjavík
- Kfum Volda
- Honvéd Budapest
- Tyrolia Vienna
- Benfica
- Olympiakos
- Aris Bonnevoi
- SSF Bonn

- Servette
- Speedwell
- Hapoel Hampil
- AS Cannes

Dagli Ottavi di finale
- Cska Sofia
- Dinamo Bucarest
- CSKA Mosca
- Robe di Kappa Torino
- Stella Rossa Bratislava
- Eczacıbaşı Istanbul
- Pieksamaen NMKY

## Turno preliminare
| Andata |                      |     |                            |
|        |                      |     |                            |
|        | Verbunt - Lidingö    | 3-1 | 15-9, 5-15, 15-8, 15-5     |
|        | Zagabria - Maiorca   | 3-0 | 15-13, 15-6, 15-5          |
|        | Gladsaxe - Hormann   | 1-3 | 9-15, 16-18, 15-9, 4-15    |
|        | Reykjavík - Oslo     | 0-3 | 12-15, 7-15, 11-15         |
|        | Vienna - Budapest    | 1-3 | 10-15, 10-15, 15-13, 10-15 |
|        | Benfica - Olympiakos | 0-3 | 11-15, 9-15, 3-15          |
|        | Bonnevoi - Bonn      | 0-3 | 4-15, 6-15, 4-15           |
|        | Servette - Speedwell | 3-1 | 9-15, 15-8, 15-6, 15-3     |
|        | Hampil - Cannes      | 0-3 | 7-15, 11-15, 11-15         |

| Ritorno |                      |     |                                |
|         |                      |     |                                |
|         | Lidingö - Verbunt    | 2-3 | 15-9, 13-15, 11-15, 15-8, 9-15 |
|         | Maiorca - Zagabria   | 3-1 | 15-4, 4-15, 15-2, 15-4         |
|         | Hormann - Gladsaxe   | 3-0 | 15-7, 15-6, 15-8               |
|         | Oslo - Reykjavík     | 3-2 | 15-7, 7-15, 15-5, 13-15, 15-13 |
|         | Budapest - Vienna    | 3-0 | 15-12, 15-5, 12-15             |
|         | Olympiakos - Benfica | 3-0 | 15-3, 15-7, 15-5               |
|         | Bonn - Bonnevoi      | 3-0 | 15-5, 15-3, 15-4               |
|         | Speedwell - Servette | 0-3 | 9-15, 12-15, 12-15             |
|         | Cannes - Hampil      | 3-0 | 15-11, 17-15, 15-12            |

## Ottavi di finale
| Andata |                       |     |                                |
|        |                       |     |                                |
|        | Sofia - Bucarest      | 3-0 | 15-9, 15-13, 15-9              |
|        | Verbunt - Istanbul    | 3-0 | 15-3, 15-4, 15-5               |
|        | Mosca - Zagabria      | 3-0 | 15-10, 15-8, 15-7              |
|        | Hormann - Oslo        | 3-0 | 15-10, 15-4, 15-3              |
|        | Pieksamaen - Budapest | 3-0 | 15-3, 15-8, 15-13              |
|        | Olympiakos - Bonn     | 3-0 | 15-8, 15-5, 15-8               |
|        | Servette - Bratislava | 0-3 | 3-15, 12-15, 9-15              |
|        | Cannes - Torino       | 2-3 | 12-15, 10-15, 15-9, 15-7, 8-15 |

| Ritorno |                       |     |                                |
|         |                       |     |                                |
|         | Bucarest - Sofia      | 3-0 | 15-5, 15-12, 15-7              |
|         | Istanbul - Verbunt    | 3-2 | 8-15, 11-15, 15-12, 15-8, 15-5 |
|         | Zagabria - Mosca      | 1-3 | 15-6, 1-15, 6-15, 9-15         |
|         | Oslo - Hormann        | 0-3 | 2-15, 6-15, 2-15               |
|         | Budapest - Pieksamaen | 3-0 | 15-12, 15-9, 15-12             |
|         | Bonn - Olympiakos     | 3-1 | 14-16, 15-9, 15-9, 15-7        |
|         | Bratislava - Servette | 3-0 | 15-5, 15-6, 15-5               |
|         | Torino - Cannes       | 3-0 | 15-9, 15-4, 15-13              |

## Quarti di finale
| Andata |                         |     |                                |
|        |                         |     |                                |
|        | Bucarest - Verbunt      | 3-0 | 15-8, 15-10, 15-14             |
|        | Mosca - Hormann         | 3-0 | 15-6, 15-7, 15-10              |
|        | Pieksamaen - Olympiakos | 3-2 | 17-19, 1-15, 15-5, 15-12, 15-4 |
|        | Bratislava - Torino     | 1-3 | 8-15, 15-11, 12-15, 11-15      |

| Ritorno |                         |     |                                  |
|         |                         |     |                                  |
|         | Verbunt - Bucarest      | 3-2 | 6-15, 13-15, 15-11, 15-13, 15-13 |
|         | Hormann - Mosca         | 0-3 | 8-15, 6-15, 8-15                 |
|         | Olympiakos - Pieksamaen | 3-0 | 15-3, 15-9, 15-10                |
|         | Torino - Bratislava     | 3-1 | 15-12, 16-18, 15-13, 16-14       |

## Fase finale
La fase finale del torneo ha visto la partecipazione di 4 squadre, che si sono affrontate in un girone all'italiana. Le partite si sono svolte a Parigi.
La vittoria finale è andata per la settima volta al CSKA Mosca.

### Risultati
| Girone Finale |                       |     |                          |
|               |                       |     |                          |
|               | Mosca - Bucarest      | 3-0 | 17-15, 15-11, 15-9       |
|               | Torino - Olympiakos   | 3-0 | 15-9, 15-4, 15-7         |
|               | Torino - Bucarest     | 3-1 | 8-15, 15-11, 15-8, 15-5  |
|               | Mosca - Olympiakos    | 3-0 | 15-10, 15-12, 15-3       |
|               | Mosca - Torino        | 3-1 | 15-10, 15-3, 9-15, 16-14 |
|               | Bucarest - Olympiakos | 3-1 | 14-16, 15-5, 15-10, 15-7 |

### Classifica
| Girone finale | Girone finale        | Girone finale | Partite | Partite | Set | Set | Set   | Punti Set | Punti Set | Punti Set |
| #             | Squadra              | Pt            | V       | P       | V   | P   | Qz    | V         | P         | Qz        |
| ------------- | -------------------- | ------------- | ------- | ------- | --- | --- | ----- | --------- | --------- | --------- |
| 1             | CSKA Mosca           | 6             | 3       | 0       | 9   | 1   | 9.000 | 147       | 102       | 1.441     |
| 2             | Robe di Kappa Torino | 5             | 2       | 1       | 7   | 4   | 1.750 | 140       | 114       | 1.228     |
| 3             | Dinamo Bucarest      | 4             | 1       | 2       | 4   | 7   | 0.571 | 133       | 138       | 0.964     |
| 4             | Olympiakos           | 3             | 0       | 3       | 1   | 9   | 0.111 | 83        | 149       | 0.557     |